# Le Pin (Isère)
Le Pin – miejscowość i dawna gmina we Francji, w regionie Owernia-Rodan-Alpy, w departamencie Isère. W 2013 roku populacja gminy wynosiła 1289 mieszkańców. 
W dniu 1 stycznia 2017 roku z połączenia dwóch ówczesnych gmin – Paladru oraz Le Pin – utworzono nową gminę Villages-du-Lac-de-Paladru. Siedzibą gminy została miejscowość Paladru. 